# O Jogo (telenovela)
O Jogo é uma telenovela portuguesa exibida pela SIC, e que se manteve no ar durante dois anos, estreou a 9 de fevereiro de 2004 terminando em 4 de agosto de 2006, totalizando 150 episódios.
Foi escrita por Helena Amaral e Isabel Fraústo e produzida por a Endemol. 
Teve João Perry, Nicolau Breyner, Pedro Granger, Lia Gama, Cláudia Semedo, Glicínia Quartin, Laura Soveral, Diana Costa e Silva, Carlos Vieira, Sara Gonçalves e Núria Madruga nos papéis principais.
A estreia da telenovela ‘O Jogo’, ficou em 13.º lugar (9,2/31,2%). O último episódio da novela teve 3,0% de audiência média e 27,5% de share e 281 mil espectadores.

## Sinopse
Amor, paixão, amizade, solidariedade, intriga e ambição desmedida são as regras de O Jogo, novela da SIC. 
Na família ‘Vasconcelos’, poucos davam importância à solteirona e milionária tia ‘Nini’ (Glícinia Quartim). Até ao dia em que ela morre. Na leitura do seu testamento, os quatro herdeiros ficam a saber que terão de participar num jogo.
‘Amélia’ (Lia Gama), ‘Constança’ (Alexandra Leite), ‘Vasco’ (Ricardo Carriço) e ‘Pilar’ (Ana Brandão) são os quatro sobrinhos cujas vidas se agitam com a morte da tia ‘Nini’. A partir daí, os prováveis quatro herdeiros fazem de tudo para vencer o jogo.
Esta telenovela portuguesa conta-nos a história de uma família de alta sociedade com raízes no Alentejo, que o tempo e quezílias familiares fizeram questão de separar.
O Jogo começa com o reencontro da família no funeral de Maria Leonor de Vasconcelos, a Tia Nini. Detentora de uma invejável fortuna, Nini morre sem deixar herdeiro direto. A leitura do testamento faz com que os Vasconcelos sejam levados a participarem num jogo, no qual o vencedor será o herdeiro de Nini.
Sem arriscar a perder, os diferentes elementos da família são levados a cumprir à risca as imposições e regras de Nini, que os levará a conheceram-se melhor e a revelarem-se uns perante os outros.
Fim
No final Inês é a escolhida para ficar com a fortuna da Tia Nini pois foi ela que cumpriu á risca as imposições e regras de Nini. Também no último episódio, Nini volta a aparecer e numa conversa com Rita conta como foram os desfechos de todas as personagens.

## Elenco

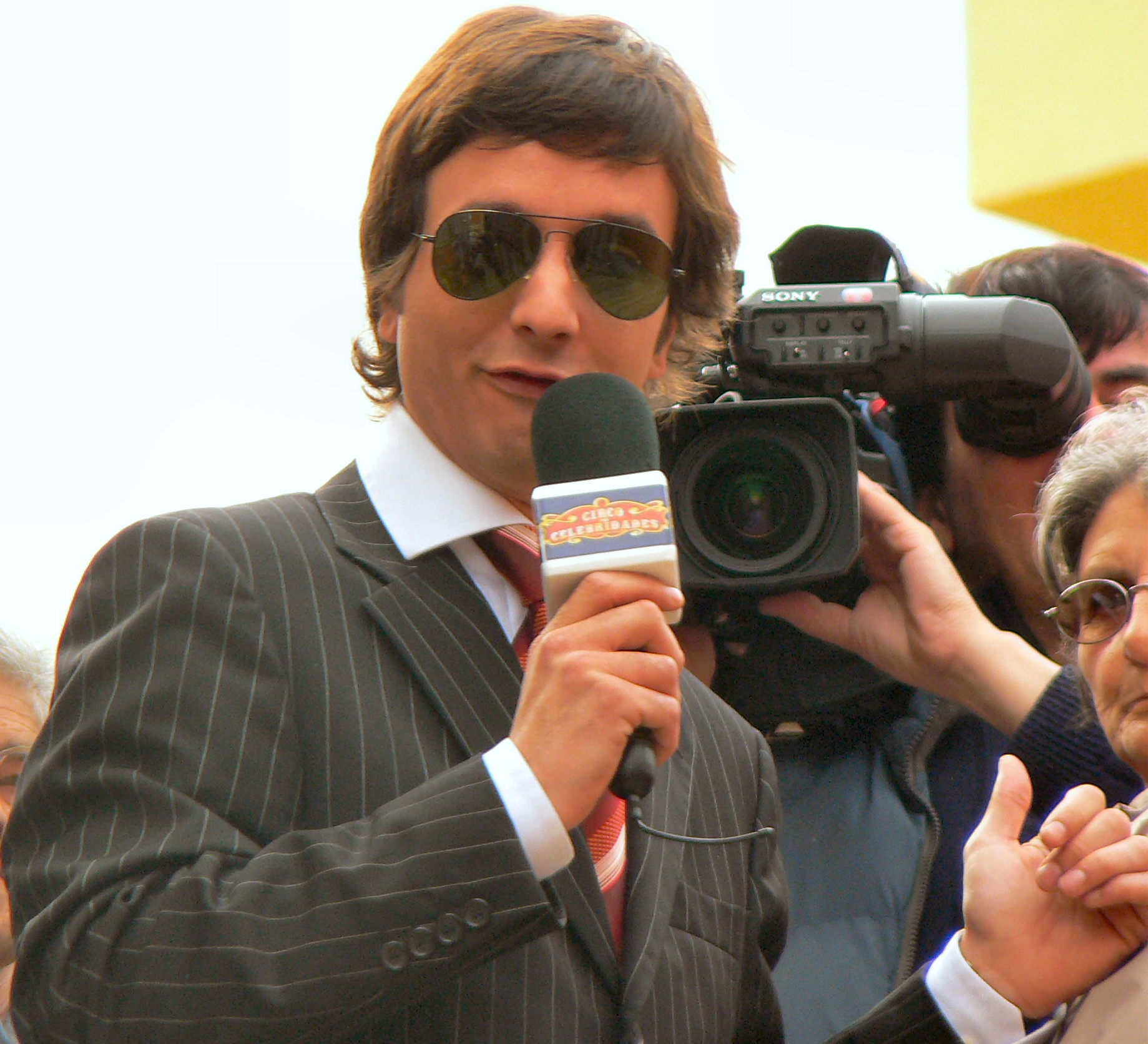
José Pedro Vasconcelos integrou o elenco da novela "O Jogo" com a personagem Beto

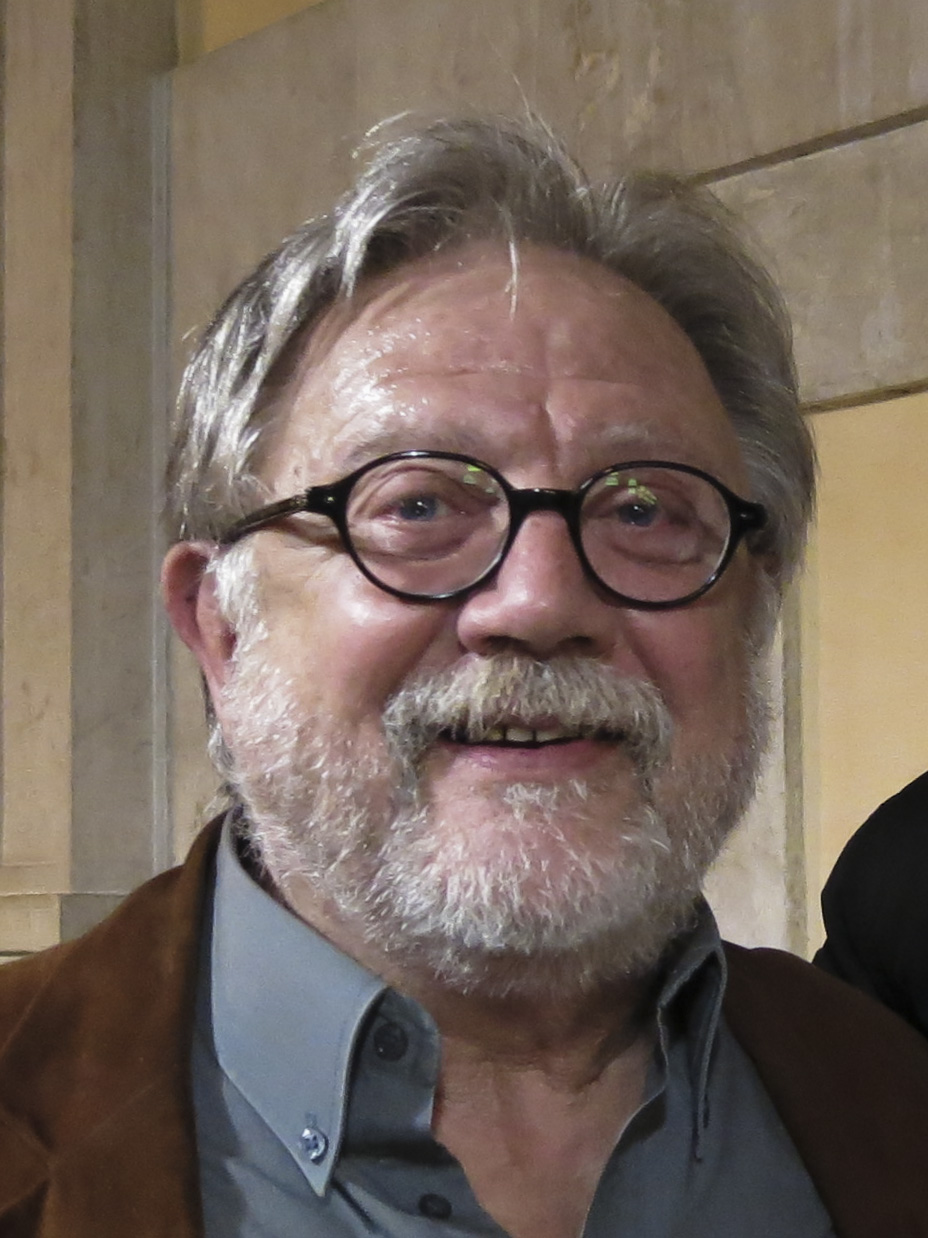
João Perry integrou o elenco da novela "O Jogo" com a personagem Dr.Carlos Vilela

em ordem da abertura da novela
| Ator                 | Personagem                             |
| -------------------- | -------------------------------------- |
| Glicínia Quartin (†) | Maria de Leonor Vasconcelos (Tia Nini) |
| João Perry           | Dr. Carlos Vilela                      |
| Laura Soveral (†)    | Rita                                   |
| Vítor de Sousa       | Padre Bento                            |
| Ana Brandão          | Conceição (São)                        |
| Pedro Granger        | Mário Vilela                           |
| Cristovão Campos     | Tozé                                   |
| Núria Madruga        | Maria João                             |
| Cláudia Semedo       | Carla                                  |
| Nicolau Breyner (†)  | António Castro                         |
| Lia Gama             | Maria Amélia Vasconcelos De Castro     |
| Maria João Luís      | Filomena                               |
| Ricardo Carriço      | Vasco Vasconcelos                      |
| Carlos Vieira        | Tomás Vasconcelos Castro               |
| Sara Gonçalves       | Ruxa                                   |
| São José Lapa        | Olivia                                 |
| Miguel Guilherme     | Joaquim Rodrigues                      |
| Alexandra Leite      | Constança Vasconcelos Rodrigues        |
| Madalena Brandão     | Cristina Vasconcelos Rodrigues         |
| Sofia Espírito Santo | Sandra Sofia da Conceição              |
| Ana Bustorff         | Paula Trigo                            |
| Rogério Samora (†)   | Jorge Trigo                            |
| Pedro Górgia         | Miguel                                 |
| Diana Costa e Silva  | Inês Vasconcelos                       |
| Nuno Távora          | Ricardo Trigo                          |

Elenco Infantil
| Ator              | Personagem                         |
| ----------------- | ---------------------------------- |
| Mariana Pacheco   | Aninhas - Ana Maria Ferreira Costa |
| Gonçalo P. Coelho | Marco                              |

Participações Especiais
| Ator                     | Personagem                      |
| ------------------------ | ------------------------------- |
| Rosa Lobato de Faria (†) | Teresinha                       |
| Ana Padrão               | Pilar Vasconcelos               |
| Afonso Vilela            |                                 |
| André Gago               | Presidente da Câmara de Alcácer |
| José Pedro Vasconcelos   | Beto                            |
| António Casimiro         |                                 |
| Marco Delgado            | André                           |
| Luís Gaspar              | John                            |
| Marina Albuquerque       | Alice                           |
| Leonor Alcácer           |                                 |
| António Aldeia           |                                 |
| Ana Bastos               |                                 |
| Manuel Castro e Silva    | Silva                           |
| Ana Cláudia              |                                 |
| João Lagarto             | Dr. Rocha                       |
| Anna Ludmilla            |                                 |
| Henrique Mendes (†)      | ele mesmo                       |
| Alexandre Pinto          |                                 |
| Sofia Póvoas             | secretária                      |
| Igor Sampaio (†)         | inspector                       |
| Paula Só                 |                                 |
| Diogo Vasconcelos        | Samuel                          |
| Pedro Giestas            | Fábio                           |
| Tina Barbosa             | amiga de Teresa                 |
| José Boavida (†)         |                                 |
| Rui Luís Brás            |                                 |
| Rui Pedro Cardoso        | Rui                             |
| Sofia Correia            |                                 |
| Carlos Dias              |                                 |
| Mário Franco             | professor de arquitectura       |
| Elsa Galvão              |                                 |
| Bruno Guerreiro          |                                 |
| Eurico Lopes             |                                 |
| Miguel Neumann           |                                 |
| Paulo Oom                |                                 |
| Manuela Passarinho       | Leontina                        |
| Luís Romão               |                                 |
| Ilda Roquete             |                                 |
| Júlio Salgado            | dono do bar                     |
| Joaquim Santos           |                                 |
| Carlos Vieira de Almeida |                                 |
| Manuel Wiborg            |                                 |

## Banda sonora
- O Jogo, Tiago Bettencourt
- Amanhã de Manhã , Doce